# Busalla
Busalla (Busalla /byˈzalla/ in ligure) è un comune italiano di 5 127 abitanti della città metropolitana di Genova in Liguria

## Geografia fisica

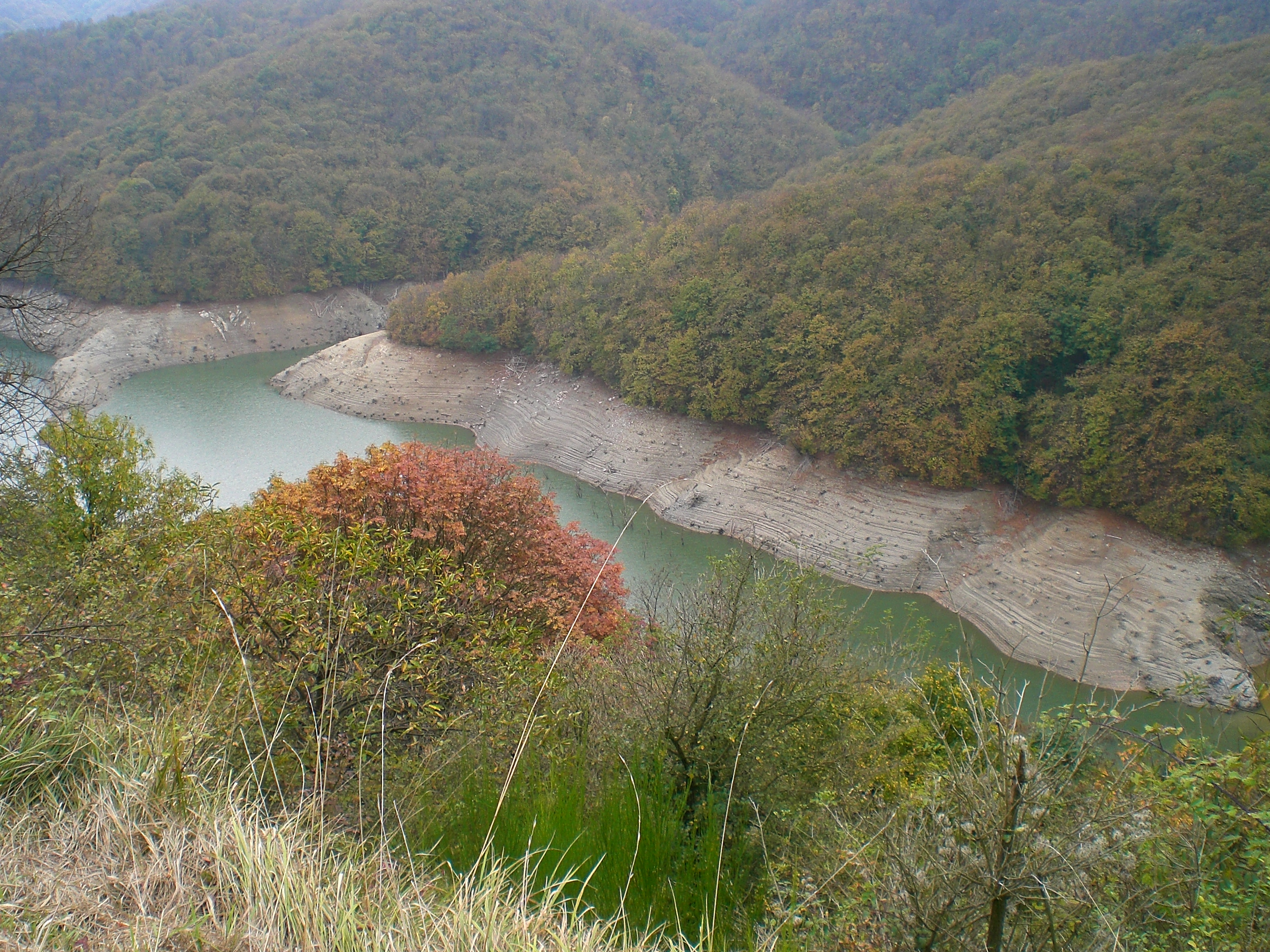
Il lago della Busalletta

Il territorio comunale è situato nell'alta valle Scrivia, a nord di Genova, risultandone il centro principale della valle, e il suo territorio è attraversato dal torrente Scrivia, dove sulla riva sinistra si è sviluppata nei secoli la cittadina. Altri corsi d'acqua sono il torrente Busalletta, il torrente Seminella, il rio Migliarese, il rio Moglia, il rio del Cadé, il rio delle Cappe, il rio della Tagliata, il rio Cò Erede.
Il comune è interamente compreso nel parco naturale regionale dell'Antola.
È uno dei 45 comuni della Liguria che fanno parte del bacino idrografico del fiume Po e quindi di un territorio tributario del mare Adriatico.
Tra i territori di Busalla, Ronco Scrivia, Mignanego e Fraconalto è stato realizzato tra il 1970 e il 1977 il lago artificiale della Busalletta.
Tra le vette del territorio il monte Carrega do Diau (960 m), il Bric dell'Aiuola (873 m), il Bric delle Ciappe (836 m), il Bric Rebora (822 m), il Bric del Cadé (812 m), il Bric degli Alberi (795 m), il Bric Strina (692 m), il Bric dell'Isola Bassa (682 m), il Bric del Cavallo (670 m), il monte Zuccaro (651 m), il Bric Molan (549 m).

## Origini del nome
Il toponimo di Busalla è ancora oggi incerto. Una fonte rivela che il nome derivi dai "busi", avvallamenti e fosse nel letto del torrente Scrivia; altre fonti dicono che derivi dall'unione di due parole, una latina e l'altra germanica, ipotesi quasi scartata dagli storici.
A livello popolare è diffusa la credenza che il nome derivi da "brucialla", che ricorderebbe le antiche vicissitudini del borgo, più volte saccheggiato e quindi bruciato dagli eserciti invasori.

## Storia

### Percorso storico

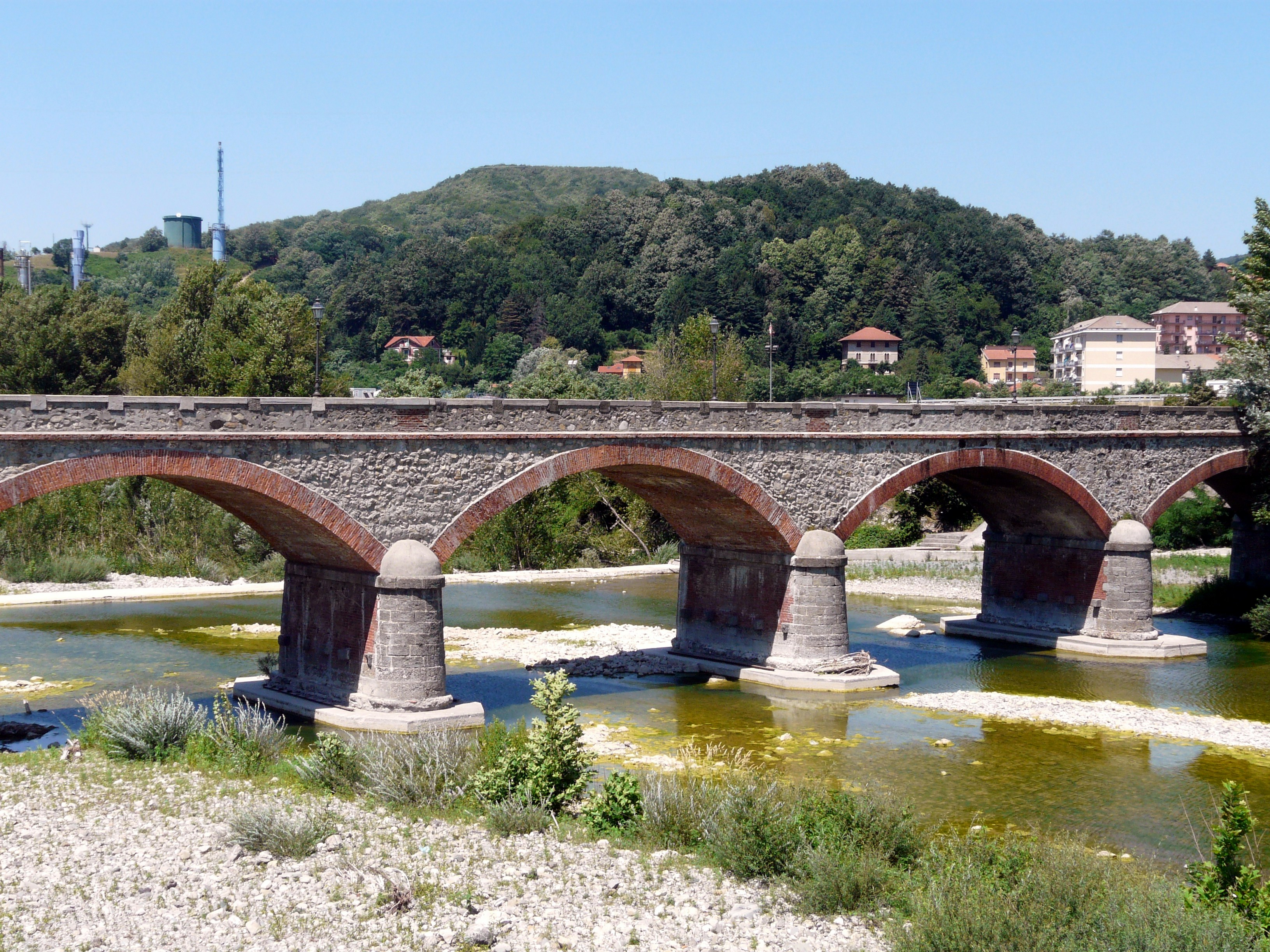
Il ponte vecchio presso l'abitato busallese

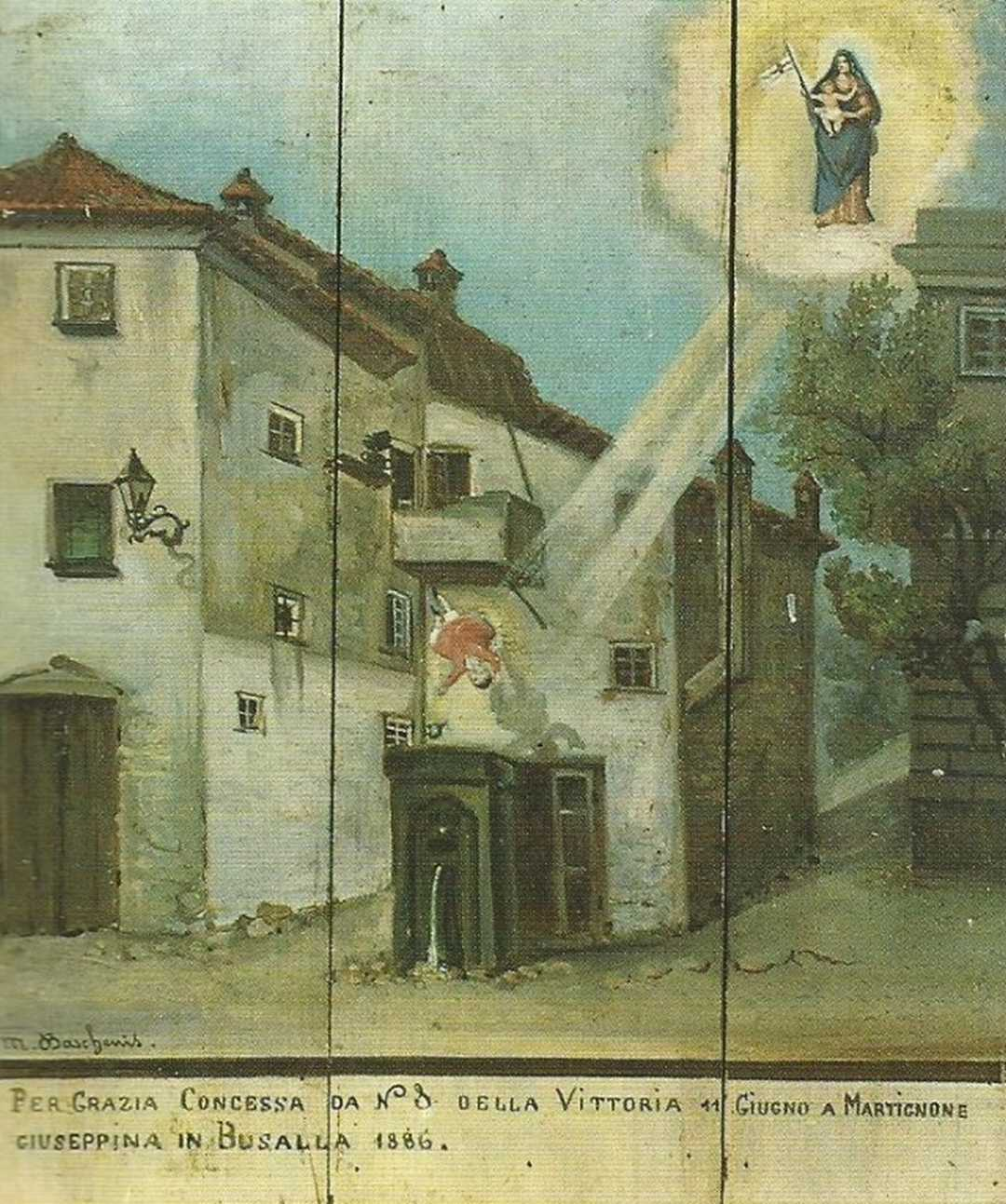
Un ex voto di Marcello Baschenis raffigura uno scorcio di Busalla nel 1886, si nota già la presenza di un lampione dell'illuminazione a gas e quella che appare una fontanella pubblica.

Il primo documento che cita Busalla - assieme a Sarissola - è un atto notarile del 15 aprile 1192 e almeno fino al XVI il centro principale fu proprio quello di Sarissola, sede anche parrocchiale.
Nel 1239 era sotto il dominio feudale degli Spinola del ramo di Luccoli, che vi costruiranno un locale castello. Il feudo venne nel 1242 assediato dalle truppe guelfe genovesi che conquisteranno l'intero comprensorio, obbligando alla fuga e all'esilio Guglielmo Spinola, alleato di Federico II.
Nel 1315 la lotta tra guelfi e ghibellini trasformarono il territorio compreso tra Ronco Scrivia e Busalla in un vero e proprio campo di battaglia, tanto è vero che fu più volte saccheggiato nel 1392 e ancora nel 1418. Nel XVI secolo il castello venne duramente devastato da armi nemiche e le sue fondamenta vennero messe a servizio per la costruzione del neo palazzo marchionale. Dal 1728 Busalla divenne parte integrante della Repubblica di Genova, a seguito della cessione degli stessi Spinola.
Nel 1797 con la nuova dominazione francese di Napoleone Bonaparte rientrò dal 2 dicembre nel dipartimento dei Monti Liguri Occidentali, con capoluogo Rocchetta Ligure, all'interno della Repubblica Ligure. Dal 28 aprile del 1798 con i nuovi ordinamenti francesi, Busalla divenne capoluogo del V cantone della giurisdizione dei Monti Liguri Occidentali e dal 1803 centro principale del VI cantone dei Monti Liguri Occidentali nella giurisdizione del Lemmo. Annesso al Primo Impero francese, dal 13 giugno 1805 al 1814 venne inserito nel dipartimento di Genova.
Nel 1815 fu inglobato nel Regno di Sardegna, così come stabilì il congresso di Vienna del 1814, e successivamente nel Regno d'Italia dal 1861. Dal 1859 al 1926 il territorio fu compreso nell'VIII mandamento di Ronco del circondario di Genova dell'allora Provincia di Genova.

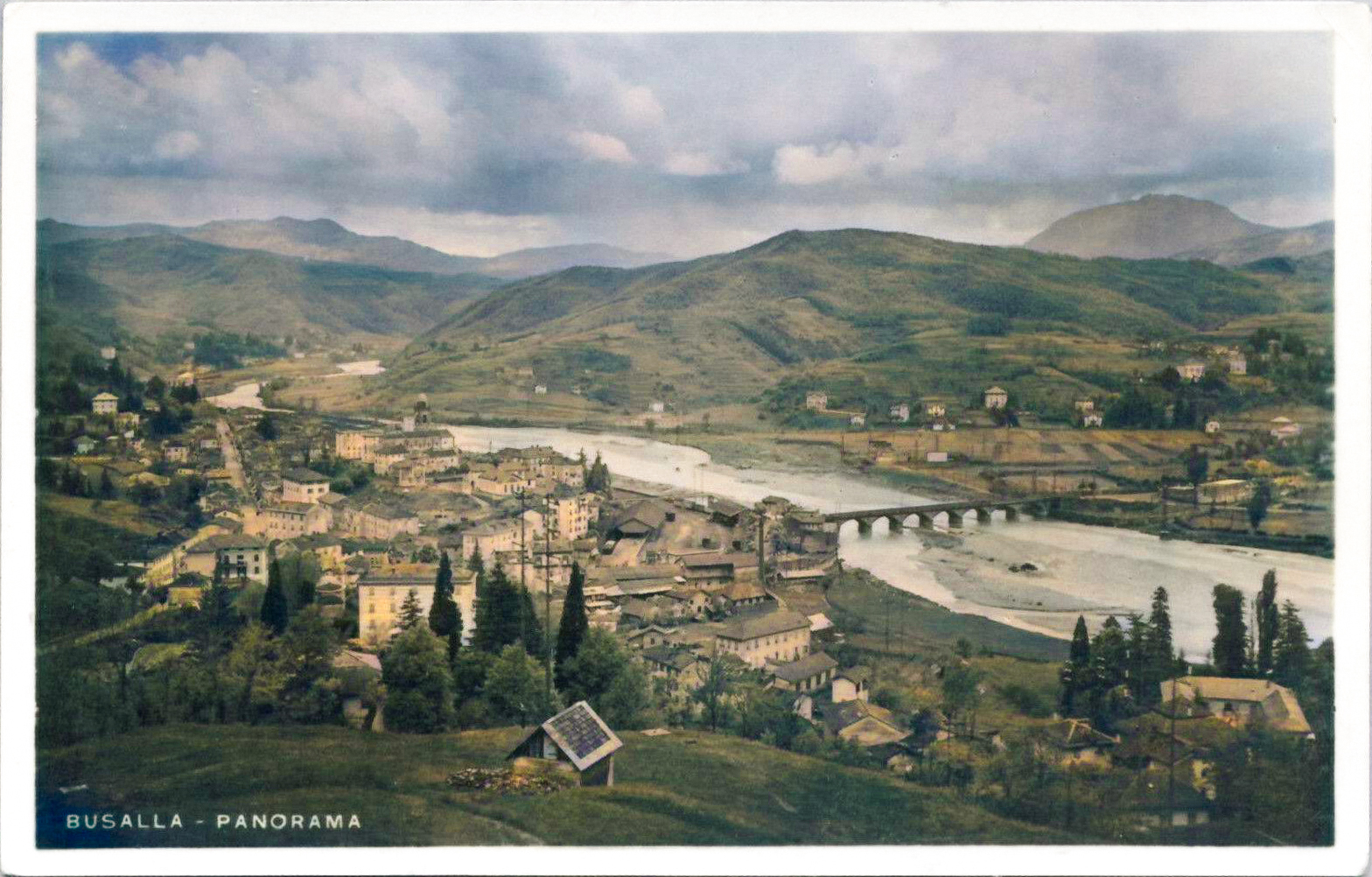
Il panorama di Busalla fra la fine dell'Ottocento e l'inizio del Novecento, quando la raffineria non era ancora presente sulla sponda destra dello Scrivia.

L'arrivo della ferrovia Torino-Genova nella prima metà del XIX secolo segnò lo sviluppo economico e sociale del territorio comunale, trasformando il piccolo abitato in una cittadina residenziale della borghesia genovese completa di caffè e ritrovi eleganti di lusso. Sempre in quegli anni si organizzarono gare ciclistiche lungo la rampa per il passo dei Giovi grazie alla collaborazione di molti ciclisti dell'epoca, tra di essi George Davidson.
La prima guerra mondiale portò miseria nella cittadina e decretò definitivamente la fine della cosiddetta "Busalla ottocentesca", ma nel dopoguerra, con la costante opera di architetti di Genova e Roma, il paese adornato con eleganti ville signorili, si risollevò. Lavoratori dal nord dell'Italia - emiliani, romagnoli, veneti e bergamaschi - arrivarono in seguito nel paese ricostruendo e rivoluzionando la geografia comunale con case, palazzi e la cosiddetta "strada camionale" che da Serravalle Scrivia scende fino al capoluogo genovese.
Dal 1973 al 31 dicembre 2008 è stata la sede amministrativa della Comunità montana Alta Valle Scrivia e, con le nuove disposizioni della Legge Regionale n° 24 del 4 luglio 2008, ha fatto parte fino al 2011 della Comunità montana Valli Genovesi Scrivia e Polcevera.

### Simboli
Stemma
Gonfalone

Lo stemma comunale di Busalla è stato adottato anche se privo di formale decreto di concessione, e presenta a sinistra la raffigurazione di una torre civica con un leone rampante, richiamante probabilmente il castello Spinola, e sulla destra un campanile associabile alla chiesa parrocchiale di San Giorgio. I due simboli rappresenterebbero pertanto il nucleo principale di Busalla.

## Monumenti e luoghi d'interesse

### Architetture religiose

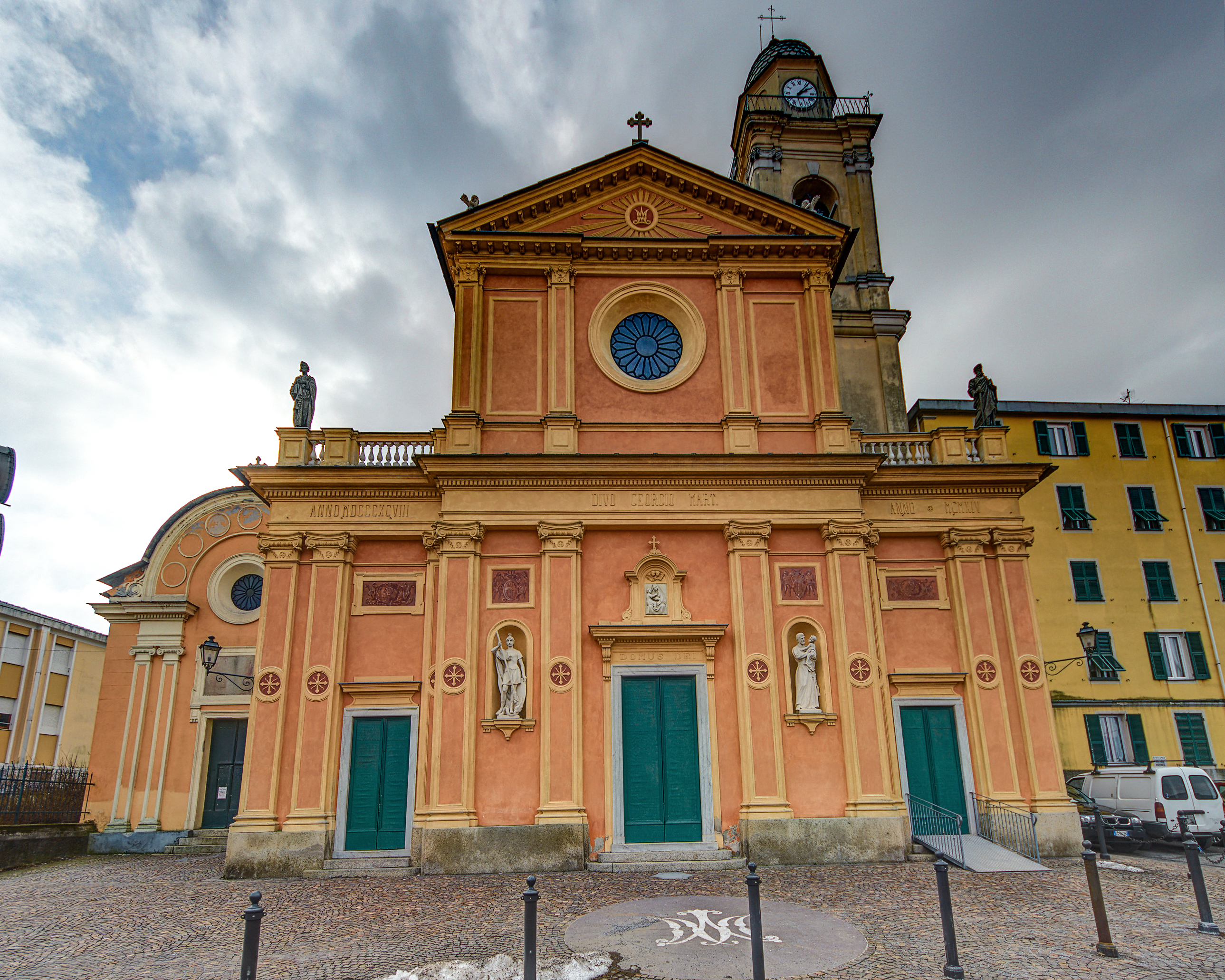
La chiesa parrocchiale di San Giorgio nel capoluogo comunale

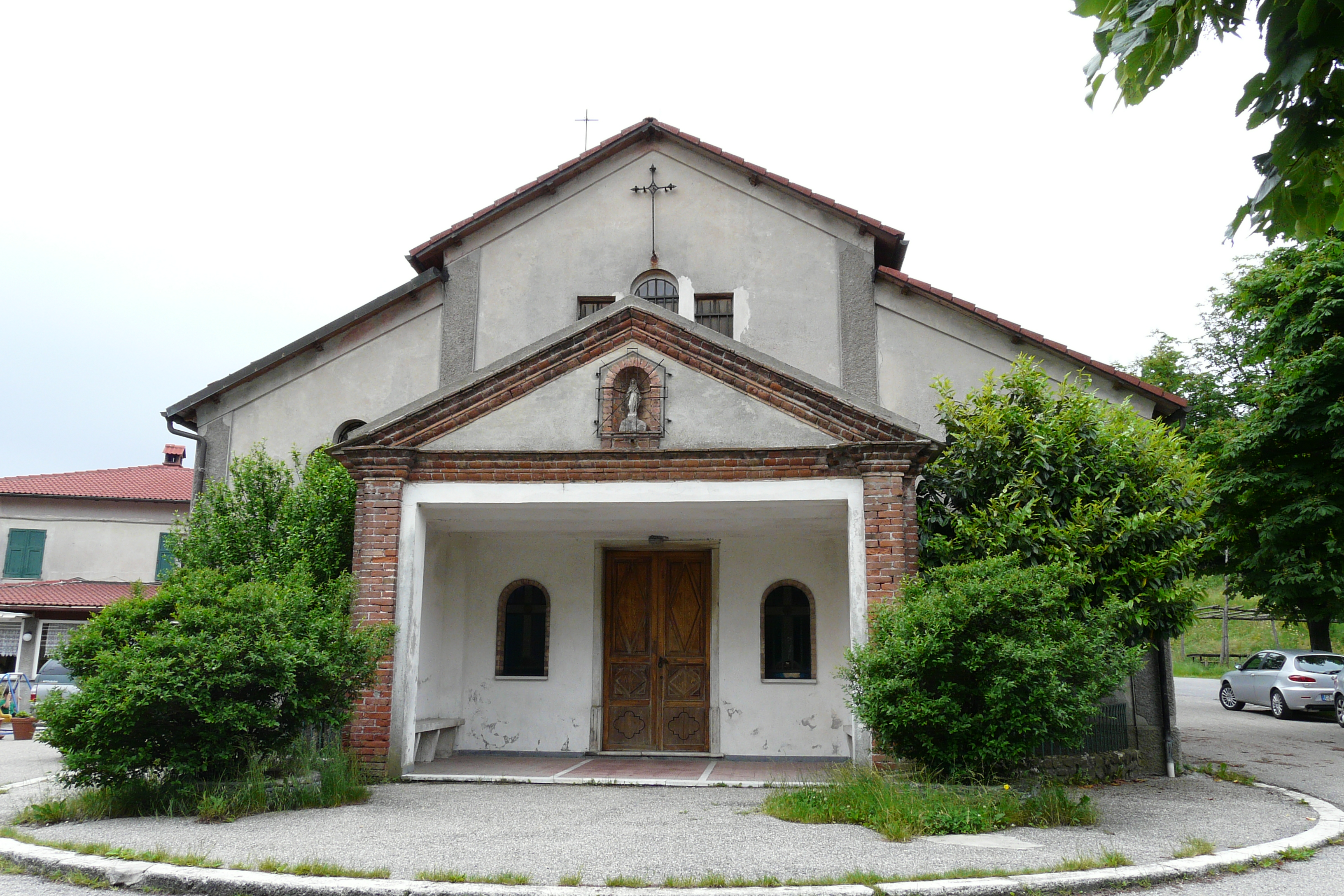
Il santuario di Nostra Signora della Bastia nella località omonima

- Chiesa parrocchiale di San Giorgio nel capoluogo. Posta sulla collinetta al centro del paese, dove sorgeva il castello. La prima pietra della chiesa fu posta il 28 maggio del 1600 da Guidone Blexio, vicario del vescovo di Tortona. Nel 1828 fu ampliata di due navate laterali e con altri lavori terminati nel 1914 ricevette una nuova facciata in stile neo rinascimentale. All'interno conserva dipinti di scuola genovese del seicento e del settecento.
- Oratorio di San Bernardo nel capoluogo, adiacente alla chiesa parrocchiale, sorto sul luogo della medievale cappella della Maddalena menzionata a partire dal 1387.
- Cappella di San Rocco nel capoluogo. Edificata lungo via Vittorio Veneto nel rione di Casarile (in genovese Casen), nei pressi della stazione ferroviaria di Busalla. La prima costruzione è risalente al 1726, la vecchia cappella fu però demolita e quindi riedificata nel 1863. All'interno sono conservati dipinti del pittore Francesco Romanello.
- Santuario di Nostra Signora della Bastia nella località di Bastia, risalente al XVIII secolo.
- Cappella di San Lorenzo nella frazione di Camarza. La cappella viene menzionata per la prima volta nel XVII secolo, quando nel 1655 fu visitata dal vescovo. Nel borgo fu in seguito costituita la Compagnia di San Lorenzo assumendo maggiore importanza tra la popolazione locale.
- Chiesa parrocchiale di San Giorgio nella frazione di Sarissola.
- Chiesa parrocchiale di San Martino nella frazione di Semino.
- Ex Monastero di Nostra Signora della Guardia presso la sommità del passo dei Giovi sul versante nord del colle dove oggi scorre l'attuale strada statale 35 dei Giovi.
- Cappella della Madonna del Buon Consiglio. Raggiungibile attraverso una mulattiera dall'ospedale di Busalla, l'edificio fu costruito nel 1900 per volere dell'arciprete don Santo Agostino Lavagetto della parrocchia di San Quirico.
- Cappelle di Nostra Signora della Guardia. La cappella più antica fu edificata sul colle della Refalda nel 1807 da Giovanni Costa su un suo terreno e quindi ampliata nel 1835, come ringraziamento per la liberazione del colera, ed aperta al culto religioso nel 1839. Nel 1936 a cura dell'Educandato S. Cuore, istituito con testamento da don Santo Agostino Lavagetto, discendente di Giuseppe Costa, fu costruita una cappella più ampia e vicina all'abitato.

### Architetture civili

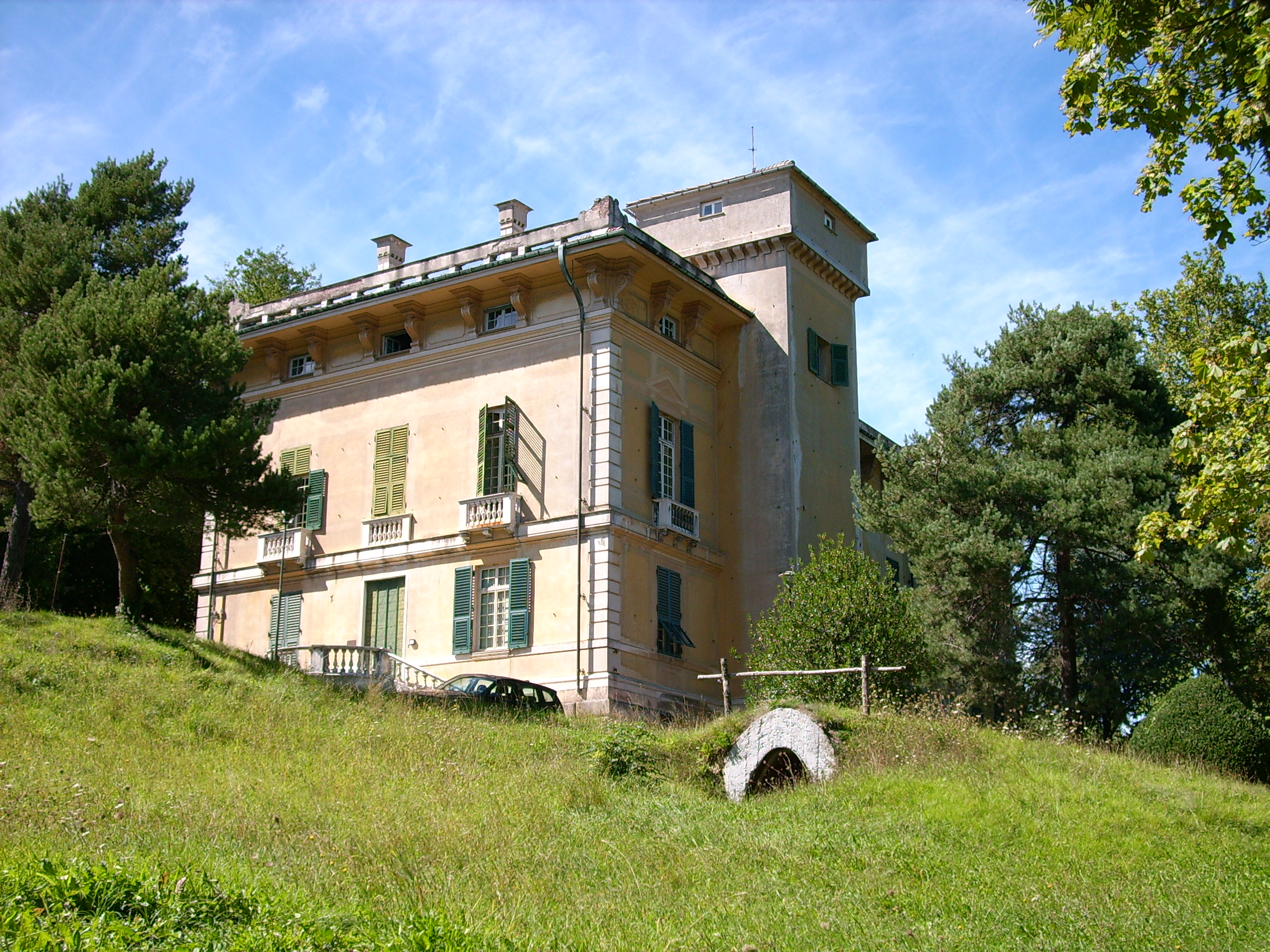
Villa Borzino

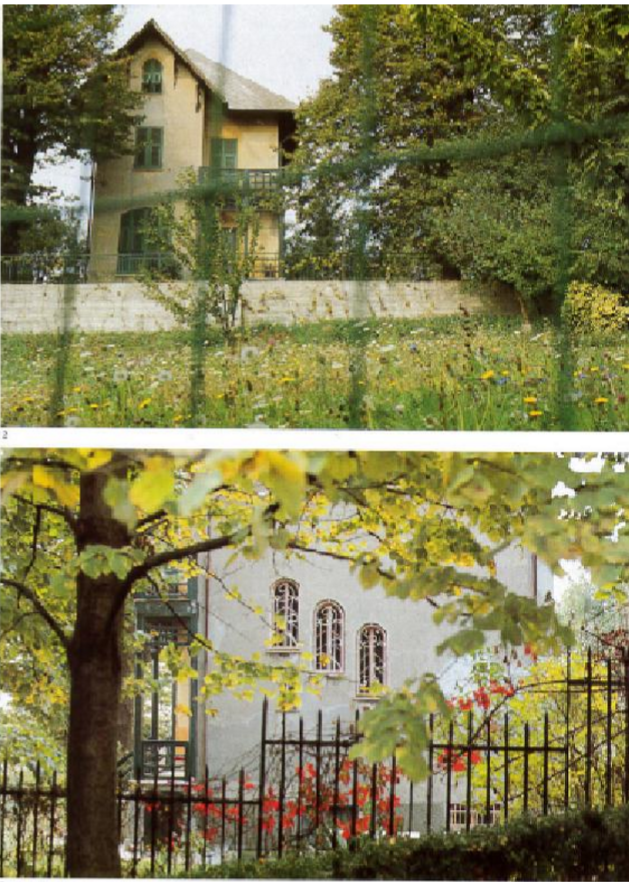
Villa Ida in stile Liberty

- Villa Borzino, del 1919, progettata dall'architetto Giuseppe Crosa di Vergagni per conto dell'onorevole Emilio Borzino. È sede dell'Ente Parco Antola e fino al 2011 della Comunità montana Valli Genovesi Scrivia e Polcevera.

- Ville Bruzzo. Commissionate dalla famiglia Bruzzo, le ville risalgono al 1906. Una villa è completamente ristrutturata, una è completamente in disuso mentre un'altra è in fase di ristrutturazione.
- Villa Bozano. Nota villa localizzata a Sarissola, e appartenente ancora oggi alla famiglia Bozano.
- Villa Maria. L'edificio fu costruito per conto di armatori di Genova come residenza estiva nel 1880. La struttura e lo stile della villa, soprattutto nelle decorazioni della facciata e nella geometria del giardino, ricalca le nobili ville genovesi del XVI secolo. La villa è di proprietà privata.
- Villa Paradiso. Sita nella zona detta la "Ghiacciaia", dalla presenza delle grotte da cui si ricavavano i blocchi di ghiaccio, la villa fu costruita su commessa di un armatore genovese tra il 1919 e il 1920 su progetto di Gino Coppedè. Sede di un noto locale notturno, il Kursaal Ghiacciaia, divenne nel 1922 una sorta di piccolo casinò della valle. La villa è di proprietà privata.
- Villa Sanguineti. Edificata dalla famiglia Sanguineti, commercianti locali di legname, è risalente all'ultimo decennio del XIX secolo. La villa ha la particolarità di essere completamente affrescata con motivi floreali.
- Villa Sturlese del 1915.
- Villa Ida, in stile Liberty, costruita molto probabilmente nel 1904. La villa presentava in passato molti particolari e decorazioni floreali tipicamente liberty su facciate esterne. Circondata dal verde, e dalla casa del custode all'estremità del terreno privato, la villa fu edificata per villeggiatura estiva dei primissimi anni del 1900.
- Villa Cristina e Paola. Edificata negli anni trenta su disegno di Gino Coppedè per committenza di un gerarca fascista.
- Villa Rina dei primi anni del XX secolo.
- Villa Mantegazza nella località di Cascine.
- Villa Schiaffino del 1870.

### Architetture militari
Il castello di Busalla è citato in alcuni avvenimenti storici del 1242 quando i soldati genovesi attaccarono i feudi imperiali dell'alta valle Scrivia, subì nel corso dei secoli assedi e danneggiamenti da parte della Repubblica di Genova e, nel XVIII secolo, dagli Austriaci.

## Società

### Evoluzione demografica
Abitanti censiti

### Etnie e minoranze straniere

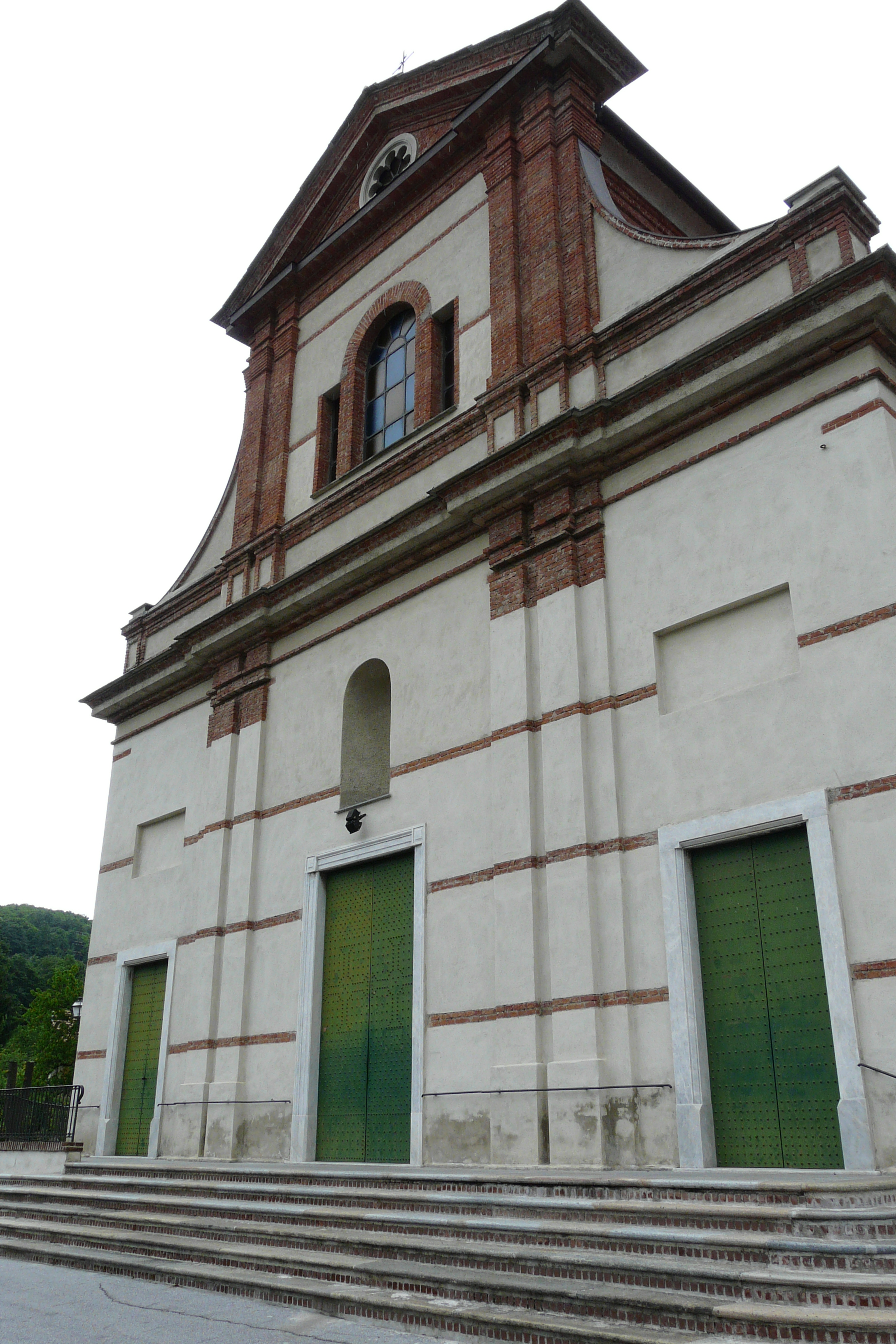
La chiesa parrocchiale di San Giorgio di Sarissola

Secondo i dati Istat al 31 dicembre 2022, i cittadini stranieri residenti a Busalla sono 442, così suddivisi per nazionalità, elencando per le presenze più significative:
1. Marocco, 105
2. Romania, 78
3. Nigeria, 58
4. Albania, 32
5. Tunisia, 29

### Religione

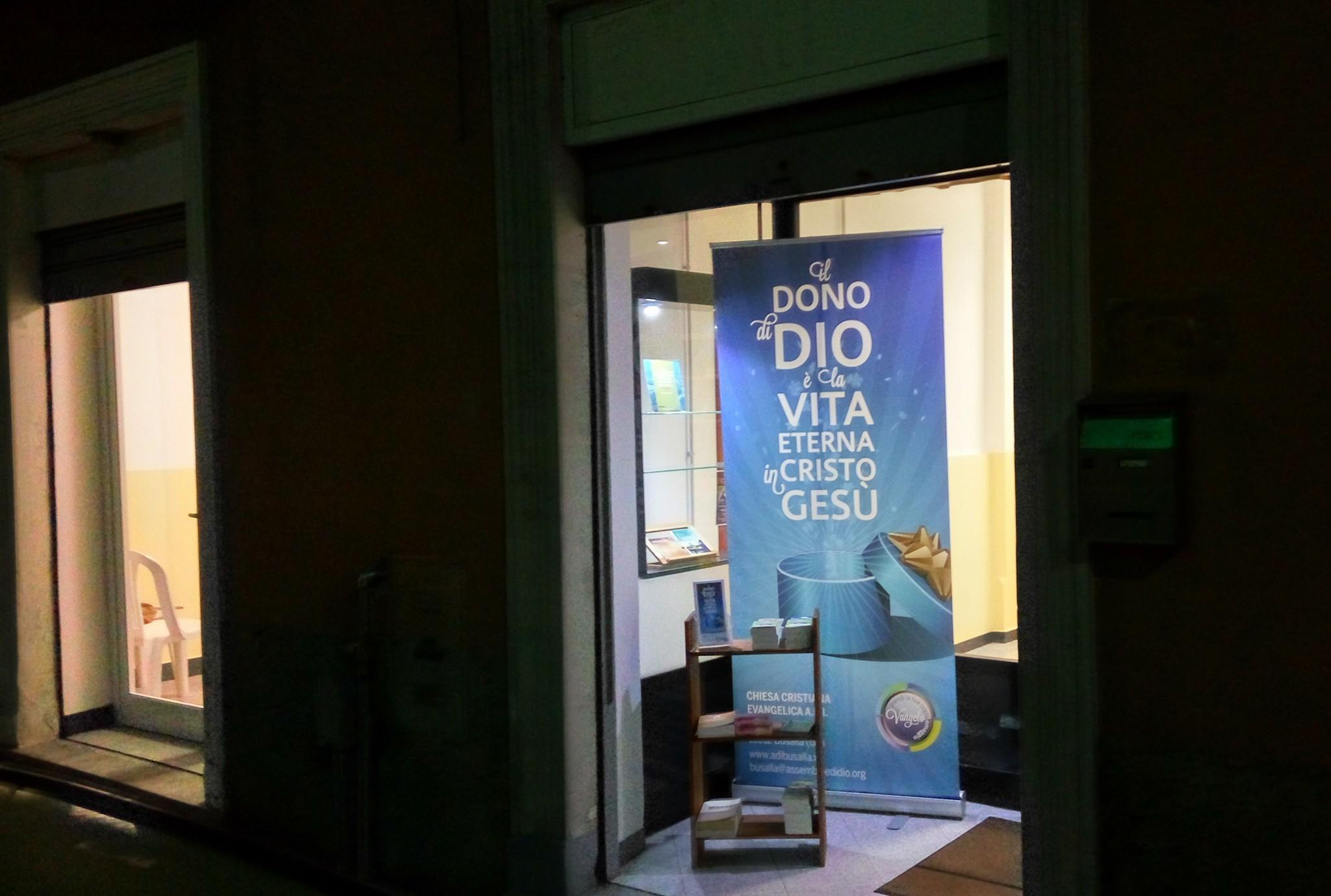
Esterno dei locali della chiesa evangelica "Missione Busalla" a dicembre 2016

Le tre comunità parrocchiali presenti, pur facendo parte dello stesso territorio comunale, sono divise in due distinte diocesi appartenenti alla stessa regione ecclesiastica Liguria. La parrocchia di San Giorgio di Busalla, originariamente sottoposta alla diocesi di Tortona, nel 1615 fu inserita nei territori religiosi dell'arcidiocesi di Genova (nel vicariato Valle Scrivia), mentre le restanti parrocchie di San Giorgio (frazione di Sarissola) e San Martino (frazione di Semino) sono tuttora inserite sotto la giurisdizione della diocesi tortonese.
La chiesa evangelica "Missione Busalla", è presente dal febbraio 2010, ed è di fede pentecostale. Nel corso degli anni, oltre alle attività strettamente spirituali, ha organizzato eventi di vario genere, il più conosciuto dei quali è la Busalla Gospel Night, concerto che si tiene ogni anno il secondo sabato di luglio nella frazione capoluogo. Nel 2022, la chiesa ha cambiato nome in "b.Church".

## Cultura

### Cucina
La gastronomia di questa zona è quella dell'Appennino ligure, quindi si trovano piatti a base di cacciagione (lepre, capriolo, cinghiale, cervo) e specialità che si trovano nei boschi (castagne, funghi ecc.).
La specialità tipica di Busalla è però lo sciroppo di rose: ha un colore e un odore intensi ed è un'ottima bevanda dissetante per l'estate allungato con acqua fredda, o un efficace calmante per la tosse in inverno sciolto in acqua tiepida.

### Eventi
Dal 2017 si svolge annualmente il festival dello Spazio, ideato dal busallese Franco Malerba, primo astronauta italiano. L'evento è riconosciuto dall’Agenzia Spaziale Italiana e si svolge, in più giornate, presse la sede di villa Borzino.

## Geografia antropica
Il territorio comunale è composto dalle cinque frazioni di Bastia, Camarza, Sarissola, Salvarezza e Semino, poste a destra del torrente Scrivia e attraversate dalle acque del locale torrente Seminella, per un totale di 17,06 km².
Confina a nord con i comuni di Ronco Scrivia e Isola del Cantone, a sud con Mignanego e Savignone, ad ovest con Fraconalto (AL) e ad est con Crocefieschi e Vobbia.

## Economia

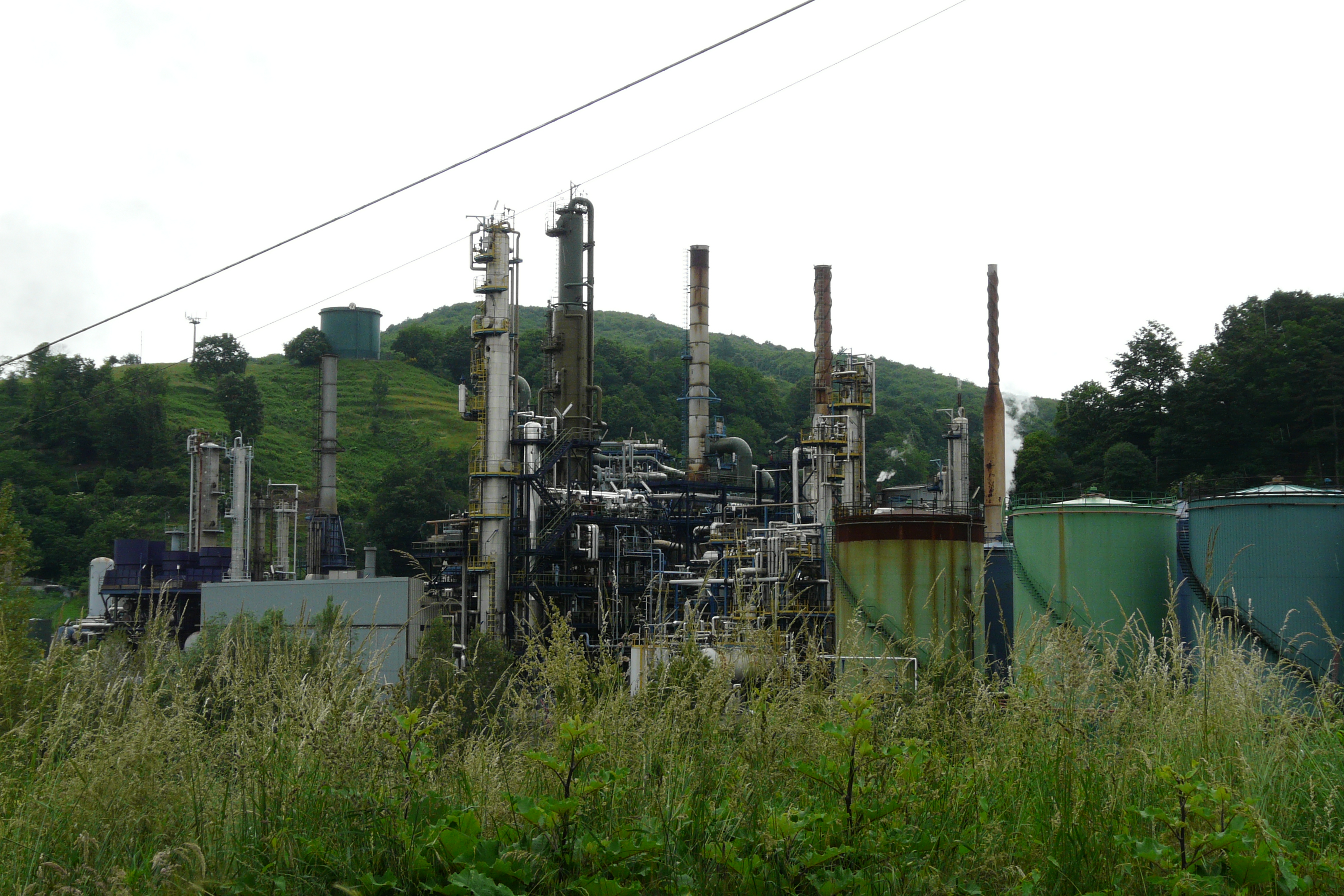
La raffineria IPLOM

Importante nei secoli passati come fondamentale crocevia dei commerci tra l'Oltregiogo e la città di Genova, è ancora oggi uno dei principali comuni dell'alta valle Scrivia dediti all'attività agricola e nel settore industriale. Sebbene il nucleo comunale sia variamente sviluppato sotto il profilo delle attività commerciali, il territorio ha le caratteristiche tipiche dei comuni di campagna.
È sede inoltre di un complesso industriale, la raffineria petrolchimica IPLOM, classificata in base al D.Lgs. 334/99 e s.m.i. stabilimento a rischio di incidente rilevante, criticato per l'inquinamento e per alcuni episodi come l'incendio che nel luglio 2008 (dopo quello del settembre 2005) ha richiesto l'intervento dei vigili del fuoco dei distaccamenti di Busalla, Bolzaneto e Genova aeroporto, oltre che quello del comando provinciale, e la chiusura temporanea dell'autostrada A7 Milano-Genova, causando la nascita di un comitato cittadino con lo scopo di richiamare l'attenzione di Regione e Provincia.

## Infrastrutture e trasporti

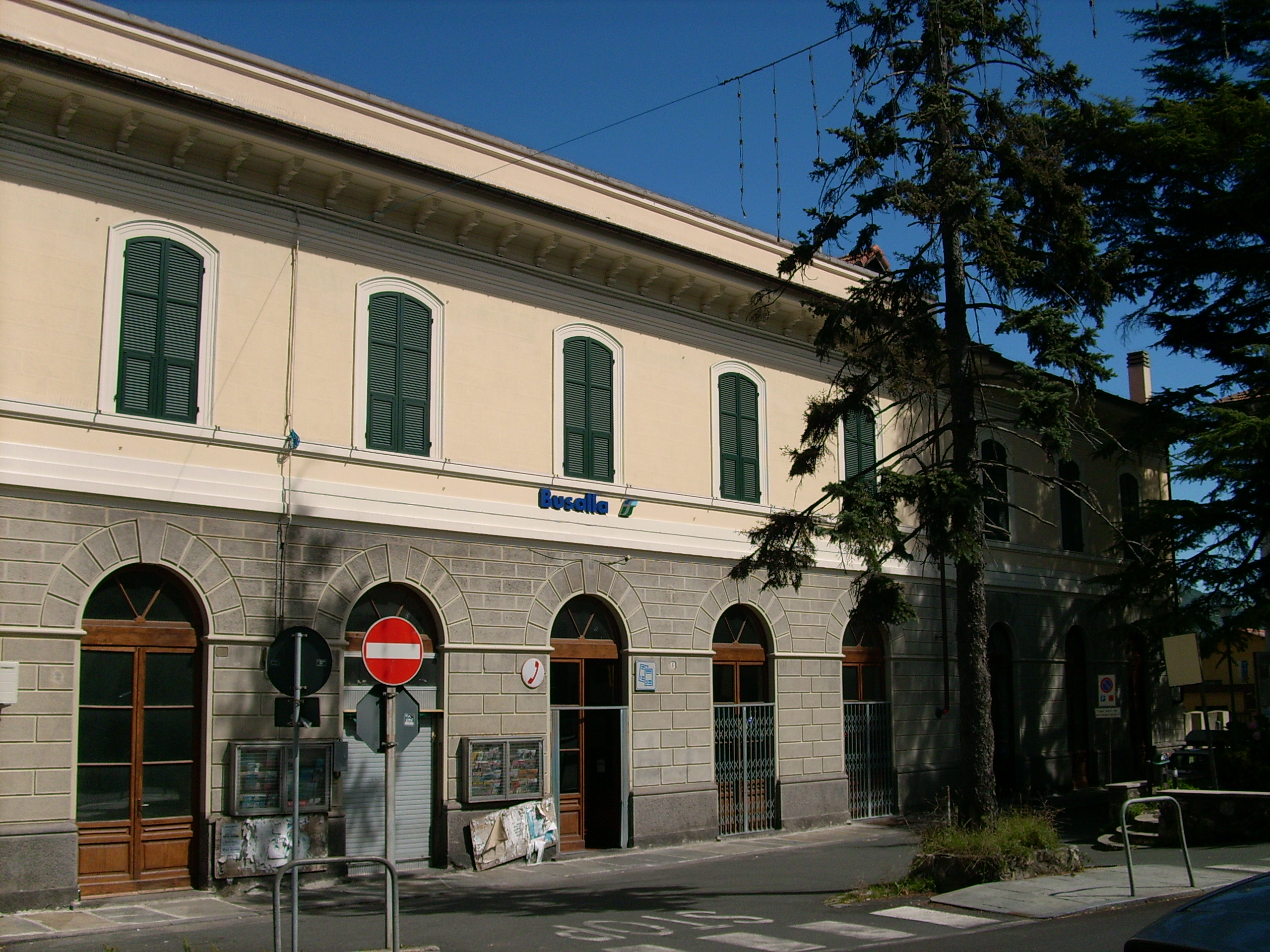
La stazione ferroviaria

### Strade
Il territorio comunale di Busalla è attraversato principalmente dalla strada statale 35 dei Giovi e dalla strada provinciale 226 di Valle Scrivia; la prima valicando il passo dei Giovi permette il collegamento stradale con Mignanego, a sud, e Ronco Scrivia a nord, la seconda la collega con Savignone a sud-est.
Altre provinciali del territorio sono la strada provinciale 9 di Crocefieschi per raggiungere l'omonima località e la strada provinciale 53 di Bastia dove lungo il percorso si trova il santuario di Nostra Signora della Bastia nell'omonima località. Il comune di Savignone è altresì collegato con Busalla tramite la strada provinciale 63 delle Gabbie.
Busalla è direttamente raggiungibile inoltre dal proprio casello autostradale sull'autostrada A7.

### Ferrovie
La stazione di Busalla è la fermata ferroviaria più vicina sulla linea Torino-Genova.

### Mobilità urbana
Il trasporto pubblico locale dell'AMT garantisce quotidiani collegamenti autobus tra Busalla e Genova con corse via autostrada, nonché con i vicini centri della Valle Scrivia, Vobbia e con Pontedecimo attraverso il Passo dei Giovi e Mignanego. Un ulteriore collegamento, gestito da Bus Company, collega il comune busallese con i centri alessandrini di Gavi, Carrosio e Voltaggio.

## Amministrazione

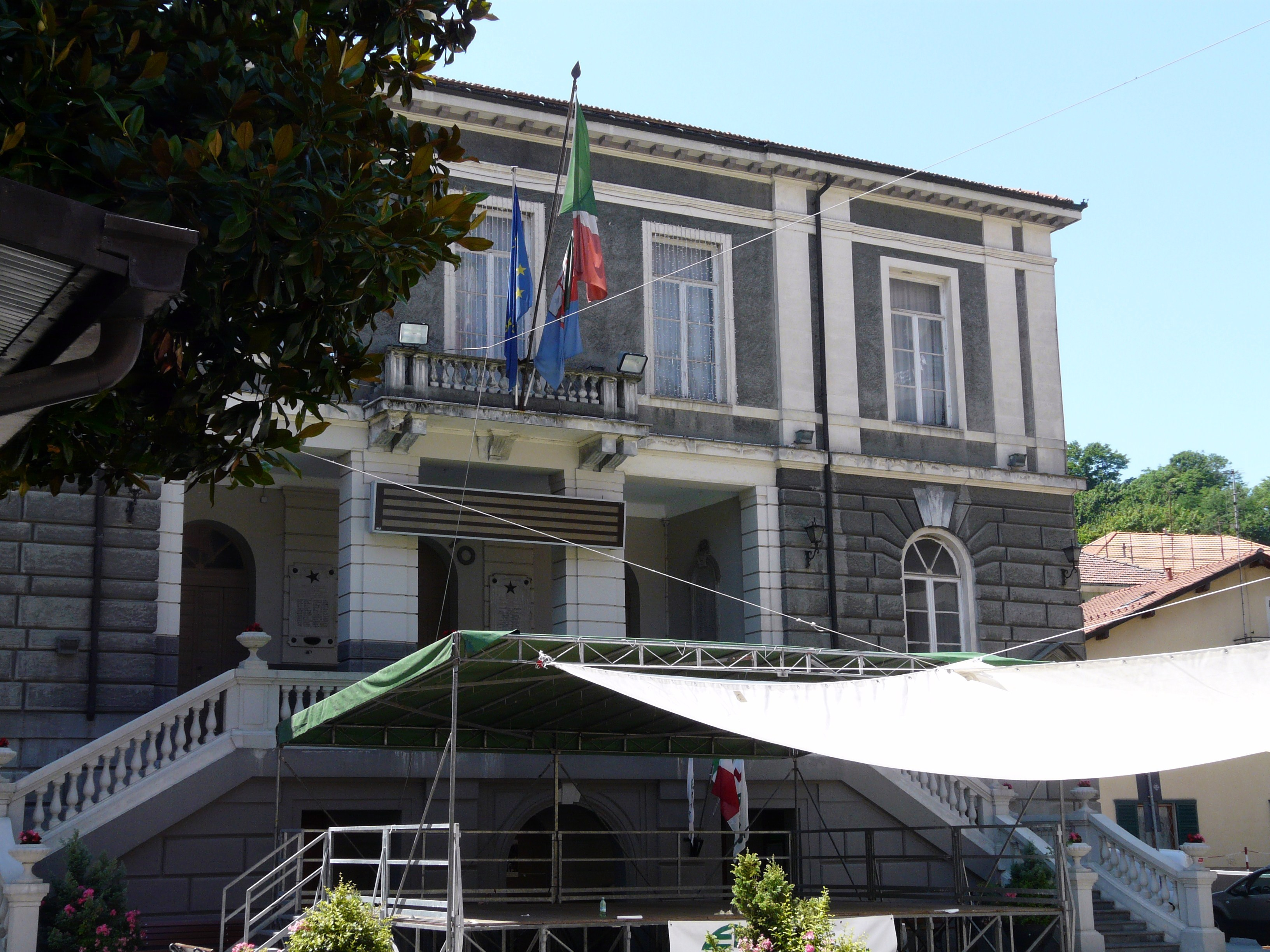
Il municipio

| Periodo           | Periodo        | Primo cittadino         | Partito                                                          | Carica  | Note   |
| ----------------- | -------------- | ----------------------- | ---------------------------------------------------------------- | ------- | ------ |
| 19 agosto 1985    | 31 luglio 1990 | Claudio Ferralasco      | DC                                                               | Sindaco |        |
| 31 luglio 1990    | 3 agosto 1990  | Claudio Ferralasco      | DC                                                               | Sindaco | [ 20 ] |
| 11 settembre 1990 | 24 aprile 1995 | Luigi Traverso          | DC                                                               | Sindaco |        |
| 24 aprile 1995    | 14 giugno 1999 | Loris Maieron           | lista civica di centro-destra                                    | Sindaco |        |
| 14 giugno 1999    | 14 giugno 2004 | Loris Maieron           | lista civica di centro-destra                                    | Sindaco |        |
| 14 giugno 2004    | 8 giugno 2009  | Mauro Valerio Pastorino | Almeno provarci (lista civica di centro-sinistra)                | Sindaco |        |
| 8 giugno 2009     | 26 maggio 2014 | Mauro Valerio Pastorino | Prima il paese poi la politica (lista civica di centro-sinistra) | Sindaco |        |
| 26 maggio 2014    | 27 maggio 2019 | Loris Maieron           | Insieme per Busalla (lista civica di centro-destra)              | Sindaco | [ 21 ] |
| 27 maggio 2019    | 10 giugno 2024 | Loris Maieron           | Insieme per Busalla (lista civica di centro-destra)              | Sindaco |        |
| 10 giugno 2024    | in carica      | Loris Maieron           | Insieme per Busalla (lista civica di centro-destra)              | Sindaco |        |

### Altre informazioni amministrative
Busalla fa parte dell'Unione dei comuni dello Scrivia, di cui ospita la sede.

## Sport

### Calcio
- A.S.D. Busalla Calcio militante nel campionato di Eccellenza Liguria.

### Pallacanestro
- L'A.S.D. Pallacanestro Busalla 1993[22] milita nel campionato di Promozione ligure ed ha un fiorente settore giovanile.